# Station Madiun
Madiun is een spoorwegstation in de Indonesische provincie Oost-Java.

## Bestemmingen
Eksekutif:
- Argo Wilis: naar Station Bandung en Station Surabaya Gubeng
- Bangunkarta: naar Station Jakarta Kota en Station Jombang
- Bima: naar Station Jakarta Kota en Station Surabaya Gubeng
- Turangga: naar Station Bandung en Station Surabaya Gubeng
- Gajayana: naar Station Jakarta Kota en Station Malang

Eksekutif-Bisnis/Eksekutif-Bisnis-Ekonomi/Bisnis:
- Sancaka: naar Station Yogyakarta en Station Surabaya Gubeng
- Mutiara Selatan: naar Station Bandung en Station Surabaya Gubeng
- Senja Kediri: naar Station Kediri en Station Pasar Senen
- Malabar: naar Station Malang en Station Bandung

Ekonomi
- Gaya Baru Malam Selatan: naar Station Jakarta Kota en Station Surabaya Gubeng
- Pasundan: naar Station Kiaracondong en Station Surabaya Gubeng
- Matarmaja: naar Station Pasar Senen en Station Malang
- Brantas: naar Station Tanah Abang
- Logawa: naar Station Purwokerto en Station Jember
- Sri Tanjung: naar Station Lempuyangan en Station Banyuwangi Baru
- Kahuripan: naar Station Padalarang en Station Kediri
- Madiun Jaya : naar Station Yogyakarta